# Bandiera del Dakota del Nord
La bandiera del Dakota del Nord raffigura lo stemma del contingente di truppe dello Stato impegnato nella guerra filippino-americana su sfondo Blu scuro.
La bandiera venne ufficialmente adottata dal parlamento dello Stato il 3 marzo 1911 e ne vennero definiti anche i colori ufficiali.